# USS Williamson (DD-244)
Za druga plovila z istim imenom glejte USS Williamson.
USS Williamson (DD-244) je bil rušilec razreda Clemson v sestavi Vojne mornarice Združenih držav Amerike.
Rušilec je bil poimenovan po Williamu P. Williamsonu.